# Bradyporus sureyai
Bradyporus sureyai is een rechtvleugelig insect uit de familie sabelsprinkhanen (Tettigoniidae). De wetenschappelijke naam van deze soort is voor het eerst geldig gepubliceerd in 2011 door Ünal.
1. ↑  (en) Bradyporus sureyai op de IUCN Red List of Threatened Species.